# Dicranomyia commixta
Dicranomyia commixta là một loài ruồi trong họ Limoniidae. Chúng phân bố ở miền Cổ bắc.